# جيم بوتشر (مؤلف)
جيم بوتشر (بالإنجليزية: Jim Butcher)‏ (26 أكتوبر 1971، إنديبندنس في الولايات المتحدة)؛ ممثل وروائي أمريكي. درس في جامعة أوكلاهوما.

## روابط خارجية
- جيم بوتشر على موقع IMDb (الإنجليزية)
- جيم بوتشر على موقع ميوزك برينز (الإنجليزية)
- جيم بوتشر على موقع قاعدة بيانات الفيلم (الإنجليزية)